# Shelagyote Peak
Shelagyote Peak är en bergstopp i Kanada.   Den ligger i provinsen British Columbia, i den centrala delen av landet, 3 700 km väster om huvudstaden Ottawa. Toppen på Shelagyote Peak är 2 472 meter över havet.
Terrängen runt Shelagyote Peak är bergig åt nordväst, men åt sydost är den kuperad.Trakten runt Shelagyote Peak är nära nog obefolkad, med mindre än två invånare per kvadratkilometer.. Det finns inga samhällen i närheten.
Trakten runt Shelagyote Peak består i huvudsak av gräsmarker.